# Serra da Cantareira
Serra da Cantareira är en bergskedja i Brasilien.   Den ligger i delstaten São Paulo, i den sydöstra delen av landet, 900 km söder om huvudstaden Brasília.
Runt Serra da Cantareira är det i huvudsak tätbebyggt. Runt Serra da Cantareira är det mycket tätbefolkat, med 4 188 invånare per kvadratkilometer.